# Kalanchoe thyrsiflora
De woestijnroos (Kalanchoe thyrsiflora) komt voor in Zuid-Afrika. Het is een succulent die een stam tot 1 meter kan vormen en die na de bloei afsterft. De plant vormt aan de voet een bladrozet van ronde, grijs-groene vlezige bladeren met een rode rand, die bedekt zijn met een soort wit poeder.

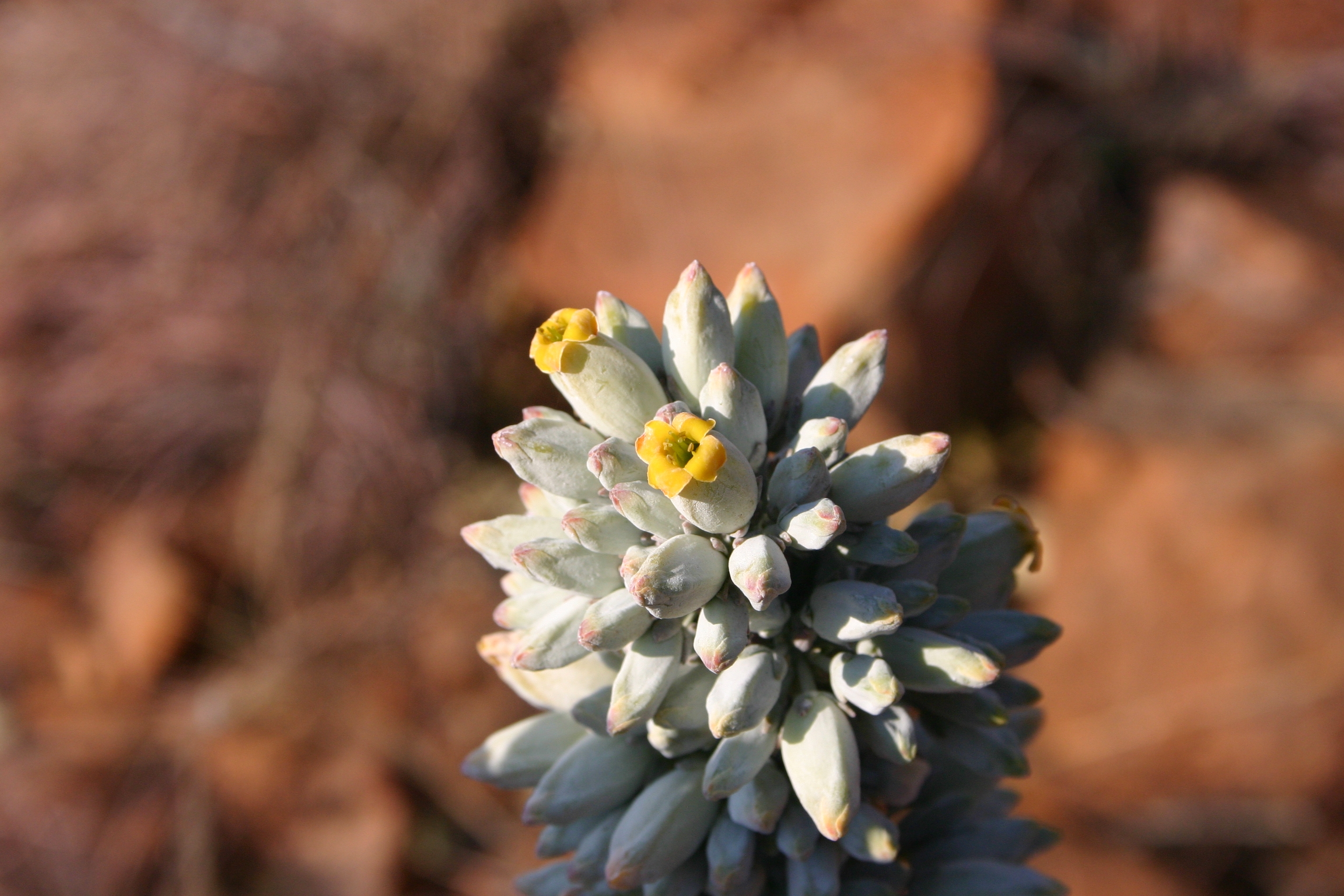
Bloemen

... · 
K. blossfeldiana · 
K. daigremontiana · 
K. thyrsiflora (Woestijnroos) · 
K. tomentosa (Pandaplant) · 
...